# سلطان الجهنی
سلطان الجهنی (انگلیسی: Sultan Al-Johani؛ زادهٔ ۲۶ فوریهٔ ۱۹۹۲) یک ورزشکار اهل عربستان سعودی است.